# GET (metoda)
Metoda GET – sposób przekazywania danych pomiędzy kolejnymi odsłonami dokumentów sieciowych w protokole HTTP.

## Opis
Polega na umieszczeniu par parametr=wartość w adresie URI strony i oddzielenia ich znakiem &, np. index.php?lang=pl&cat=2&sidebar=yes. Ciąg po znaku zapytania może być wykorzystywany przez skrypty serwerowe do dostosowania generowanego kodu HTML do preferencji klienta. Najczęściej służy to do podania podstrony serwisu, którą chcemy obejrzeć, wersji językowej lub specjalnej wersji do wydruku. Metoda GET jest też często używana do przekazywania identyfikatora sesji.
Powyższy przykład przekazuje informacje serwerowi, że:
- zmienna lang jest równa „pl”
- zmienna cat jest równa „2”
- zmienna sidebar jest równa „yes”

Metoda GET powinna być stosowana tam, gdzie dane odwołanie powinno być adresowalne, to znaczy gdy w URI może być przechowywany pewien stan aplikacji, stały w czasie, do którego użytkownik mógłby chcieć wrócić (np. pozycja na mapie). Strony dostępne przez metodę GET powinny być bezpieczne dla osoby odwiedzającej (ang. safe interactions), tzn. nie powinny wywoływać wiążących dla niej skutków (np. zapisanie na listę dyskusyjną).